# 첫사랑 열전
"첫사랑 열전"은 2010년에 개봉한 대한민국의 영화이다.

## 캐스팅
종이학
- 이청아 : 한서연 역
- 김성곤 : 혁수 역
- 이서원 : 서경 역
- 이엽 : 덕만 역
- 정민성 : 덕희 역
- 김건 : 기수 역
- 오태균 : 술집손님 역
- 박세훈 : 술집손님 역
- 김근혜 : 술집손님 역
- 허다정 : 접대부 역
- 정지원 : 접대부 역
- 홍완택 : 형사 역
- 최정필 : 식당손님 역
- 장백산 : 식당손님 역
- 김유정 : 식당손님 역
- 안여준 : 식당손님 역
- 민홍임 : 식당손님 역
- 이기쁨 : 식당손님 역
- 서수석 : 사고현장경찰 역
- 김영준 : 사고현장경찰 역
- 서동진 : 사고현장경찰 역
- 장계민 : 사고현장주민 역
- 김현수 : 사고현장주민 역
- 김병제 : 사고현장주민 역
- 배정우 : 사고현장주민 역
- 김연대 : 사고현장주민 역
- 이효 : 사고현장주민 역
- 이성호 : 지나가는가족 역
- 박세경 : 지나가는가족 역
- 이서윤 : 지나가는가족 역
- 이태윤 : 지나가는가족 역

한번만 다음에
- 류현경 : 유봉주 역
- 김동곤 : 용식 역
- 최재우 : 영규 역
- 강희원 : 유경 역
- 남우성 : 봉주 부 역
- 공노윤 : 한남자 역
- 김성곤 : 혁수 역
- 정민성 : 덕희 역
- 김건 : 기수 역
- 조인규 : 종업원 역
- 최미란 : 종업원 역
- 유한아 : 손님 역
- 김영준 : 손님 역
- 이서원 : 손님 역
- 이국선 : 손님 역
- 최미림 : 손님 역
- 김철용 : 의사 역
- 김소영 : 병원방문객 역

설렘
- 이화 : 수희 역
- 정애연 : 혜정 역
- 조기숙 : 아줌마 역
- 임형태 : 아저씨 역
- 김정은 : 경주 (목소리) 역